# 400 mètres nage libre féminin aux championnats du monde de natation 2023
Cet article traite de l'épreuve féminine. Pour la compétition masculine, voir 400 mètres nage libre masculin aux championnats du monde de natation 2023.
Le 400 mètres nage libre féminin est une épreuve de natation sportive des championnats du monde de natation 2023. Elle a lieu le 23 juillet 2023 à Fukuoka au Japon.

## Records
Avant cette compétition, les records dans cette discipline étaient :
| Record du monde       | 3 min 56 s 08 | Summer McIntosh | 28 mars 2023 | Toronto, Canada   |
| Record du championnat | 3 min 58 s 15 | Katie Ledecky   | 18 juin 2022 | Budapest, Hongrie |

Au cours de la compétition, le nouveau record suivant a été établi :
| Record du monde | 3 min 55 s 38 | Ariarne Titmus | 23 juillet |

## Résultats détaillés
Les 8 meilleurs temps se qualifient pour la finale (Q).

### Séries
| Rang | Série | Ligne | Nageuse                  | Pays                        | Temps         | Commentaire        |
| ---- | ----- | ----- | ------------------------ | --------------------------- | ------------- | ------------------ |
| 1    | 5     | 5     | Katie Ledecky            | États-Unis                  | 4 min 0 s 80  | Q                  |
| 2    | 4     | 4     | Ariarne Titmus           | Australie                   | 4 min 1 s 39  | Q                  |
| 3    | 5     | 4     | Summer McIntosh          | Canada                      | 4 min 1 s 72  | Q                  |
| 4    | 4     | 6     | Isabel Marie Gose        | Allemagne                   | 4 min 3 s 02  | Q, Record national |
| 5    | 4     | 5     | Erika Fairweather        | Nouvelle-Zélande            | 4 min 3 s 07  | Q                  |
| 6    | 4     | 3     | Lani Pallister           | Australie                   | 4 min 3 s 49  | Q                  |
| 7    | 5     | 6     | Bella Sims               | États-Unis                  | 4 min 4 s 25  | Q                  |
| 8    | 5     | 3     | Li Bingjie               | Chine                       | 4 min 4 s 98  | Q                  |
| 9    | 5     | 1     | Ajna Késely              | Hongrie                     | 4 min 7 s 08  |                    |
| 10   | 4     | 1     | Waka Kobori              | Japon                       | 4 min 7 s 48  |                    |
| 11   | 4     | 7     | Gabrielle Roncatto       | Brésil                      | 4 min 7 s 99  |                    |
| 12   | 4     | 8     | Maria Fernanda Costa     | Brésil                      | 4 min 8 s 67  |                    |
| 13   | 5     | 8     | Freya Colbert            | Grande-Bretagne             | 4 min 9 s 02  |                    |
| 14   | 4     | 9     | Anastasiia Kirpichnikova | France                      | 4 min 9 s 43  |                    |
| 15   | 3     | 5     | Valentine Dumont         | Belgique                    | 4 min 10 s 09 |                    |
| 16   | 5     | 2     | Miyu Namba               | Japon                       | 4 min 10 s 23 |                    |
| 17   | 4     | 2     | Ma Yonghui               | Chine                       | 4 min 10 s 64 |                    |
| 18   | 3     | 1     | Han Da-kyung             | Corée du Sud                | 4 min 11 s 08 |                    |
| 19   | 3     | 3     | Deniz Ertan              | Turquie                     | 4 min 11 s 29 |                    |
| 20   | 5     | 7     | Eve Thomas               | Nouvelle-Zélande            | 4 min 11 s 33 |                    |
| 21   | 3     | 2     | Imani de Jong            | Pays-Bas                    | 4 min 12 s 03 |                    |
| 22   | 5     | 0     | Ella Jansen              | Canada                      | 4 min 12 s 77 |                    |
| 23   | 5     | 9     | Bettina Fábián           | Hongrie                     | 4 min 12 s 83 |                    |
| 24   | 3     | 9     | Gan Ching Hwee           | Singapour                   | 4 min 13 s 10 |                    |
| 25   | 3     | 0     | Marlene Kahler           | Autriche                    | 4 min 13 s 13 |                    |
| 26   | 4     | 0     | Merve Tuncel             | Turquie                     | 4 min 13 s 34 |                    |
| 27   | 3     | 8     | Daria Golovaty           | Israël                      | 4 min 14 s 33 |                    |
| 28   | 3     | 7     | Paula Otero              | Espagne                     | 4 min 14 s 63 |                    |
| 29   | 2     | 4     | María Yegres             | Venezuela                   | 4 min 15 s 79 |                    |
| 30   | 3     | 6     | Cyrielle Duhamel         | France                      | 4 min 16 s 97 |                    |
| 31   | 3     | 4     | Katja Fain               | Slovénie                    | 4 min 18 s 05 |                    |
| 32   | 2     | 6     | Iman Avdić               | Bosnie-Herzégovine          | 4 min 20 s 04 |                    |
| 33   | 2     | 5     | Batbayaryn Enkhkhüslen   | Mongolie                    | 4 min 21 s 39 |                    |
| 34   | 2     | 3     | Võ Thị Mỹ Tiên           | Viêt Nam                    | 4 min 23 s 21 |                    |
| 35   | 2     | 2     | Eva Petrovska            | Macédoine du Nord           | 4 min 24 s 92 |                    |
| 36   | 2     | 1     | Harper Barrowman         | Îles Caïmans                | 4 min 26 s 88 |                    |
| 37   | 2     | 8     | Danielle Treasure        | Barbade                     | 4 min 32 s 39 |                    |
| 38   | 2     | 7     | Sasha Gatt               | Malte                       | 4 min 35 s 45 |                    |
| 39   | 1     | 3     | Anna Nikishkina          | Kirghizistan                | 4 min 36 s 12 |                    |
| 40   | 1     | 4     | Natalia Kuipers          | Îles Vierges des États-Unis | 4 min 38 s 00 |                    |
| 41   | 1     | 5     | Amaya Bollinger          | Guam                        | 5 min 16 s 50 |                    |

### Finale
| Rang               | Ligne | Nageuse           | Pays             | Temps         | Commentaire     |
| ------------------ | ----- | ----------------- | ---------------- | ------------- | --------------- |
| Médaille d'or      | 5     | Ariarne Titmus    | Australie        | 3 min 55 s 38 | Record du monde |
| Médaille d'argent  | 4     | Katie Ledecky     | États-Unis       | 3 min 58 s 73 |                 |
| Médaille de bronze | 2     | Erika Fairweather | Nouvelle-Zélande | 3 min 59 s 59 | Record national |
| 4                  | 3     | Summer McIntosh   | Canada           | 3 min 59 s 94 |                 |
| 5                  | 8     | Li Bingjie        | Chine            | 4 min 1 s 65  |                 |
| 6                  | 7     | Lani Pallister    | Australie        | 4 min 5 s 17  |                 |
| 7                  | 6     | Isabel Marie Gose | Allemagne        | 4 min 5 s 27  |                 |
| 8                  | 1     | Bella Sims        | États-Unis       | 4 min 5 s 37  |                 |